# 斜方星形二十面體
在幾何學中，斜方星形二十面體（Rhombicosacron）是一種所有面皆全等的非凸多面體，由60個反平行四邊形組成，其索引為DU56，其對偶多面體是一種均勻多面體，由30個正方形和20個正六邊形組成，稱為斜方二十面體。
約克約克（YokYok）所設計的裝置藝術《鈷瑪芬》（Cobalt Muffin）的外型就是基於斜方星形二十面體設計的，曾於上海愚園路展出。

## 性質
斜方星形二十面體由60個面、120條邊和50個頂點組成，因此是一種六十面體。其歐拉示性數為−10，虧格為6。
組成斜方星形二十面體的60個面皆為全等的反平行四邊形。:164
其120條邊中，有60條來自反平行四邊形的交叉邊、60條來自反平行四邊形外側的腰，也就是說，在斜方星形二十面體中，長邊（反平行四邊形的交叉邊）與短邊（反平行四邊形外側的腰）各有60條。

### 二面角
斜方星形二十面體的二面角為：
{\displaystyle \cos ^{-1}(-{\frac {5}{7}})\approx 2.366399\approx 135.58469^{\circ }}

### 頂點座標
如果斜方星形二十面體的幾何中心位於原點且其對偶邊長為1單位長，則其頂點座標為：
{\displaystyle (0,\pm {\frac {{\sqrt {5}}-1}{2}},\pm {\frac {1+{\sqrt {5}}}{2}})}、
{\displaystyle (\pm {\frac {1+{\sqrt {5}}}{2}},0,\pm {\frac {{\sqrt {5}}-1}{2}})}、
{\displaystyle (\pm {\frac {{\sqrt {5}}-1}{2}},\pm {\frac {1+{\sqrt {5}}}{2}},0)}、
{\displaystyle (0,0,\pm {\frac {3{\sqrt {5}}}{5}})}、
{\displaystyle (\pm {\frac {3{\sqrt {5}}}{5}},0,0)}、
{\displaystyle (0,\pm {\frac {3{\sqrt {5}}}{5}},0)}、
{\displaystyle (\pm {\frac {3\left(5-{\sqrt {5}}\right)}{20}},\pm {\frac {3{\sqrt {5}}}{10}},\pm {\frac {3\left(5+{\sqrt {5}}\right)}{20}})}、
{\displaystyle (\pm {\frac {3\left(5+{\sqrt {5}}\right)}{20}},\pm {\frac {3\left(5-{\sqrt {5}}\right)}{20}},\pm {\frac {3{\sqrt {5}}}{10}})}、
{\displaystyle (\pm {\frac {3{\sqrt {5}}}{10}},\pm {\frac {3\left(5+{\sqrt {5}}\right)}{20}},\pm {\frac {3\left(5-{\sqrt {5}}\right)}{20}})}、
{\displaystyle (\pm 1,\pm 1,\pm 1)}。

### 面的組成
斜方星形二十面體由60個全等的反平行四邊形組成，每個反平行四邊形有四個角，其中兩個銳角為{\displaystyle \arccos({\frac {3}{4}})\approx 41.409\,622\,109\,27^{\circ }}，兩個鈍角為{\displaystyle \arccos(-{\frac {1}{6}})\approx 99.594\,068\,226\,86^{\circ }}，交叉邊的交角為{\displaystyle \arccos({\frac {1}{8}}+{\frac {7{\sqrt {5}}}{24}})\approx 38.996\,309\,663\,87^{\circ }}。在整個立體中，長邊（反平行四邊形的交叉邊）與短邊（反平行四邊形外側的腰）各有60條。長邊和短邊的比為{\displaystyle {\frac {3}{2}}+{\frac {1}{2}}{\sqrt {5}}}，恰好是黃金比例的平方。
斜方星形二十面體的面有跟其他的面相交的性質，其互相相交的部分恰好位於反平行四邊形自相交的交點處。

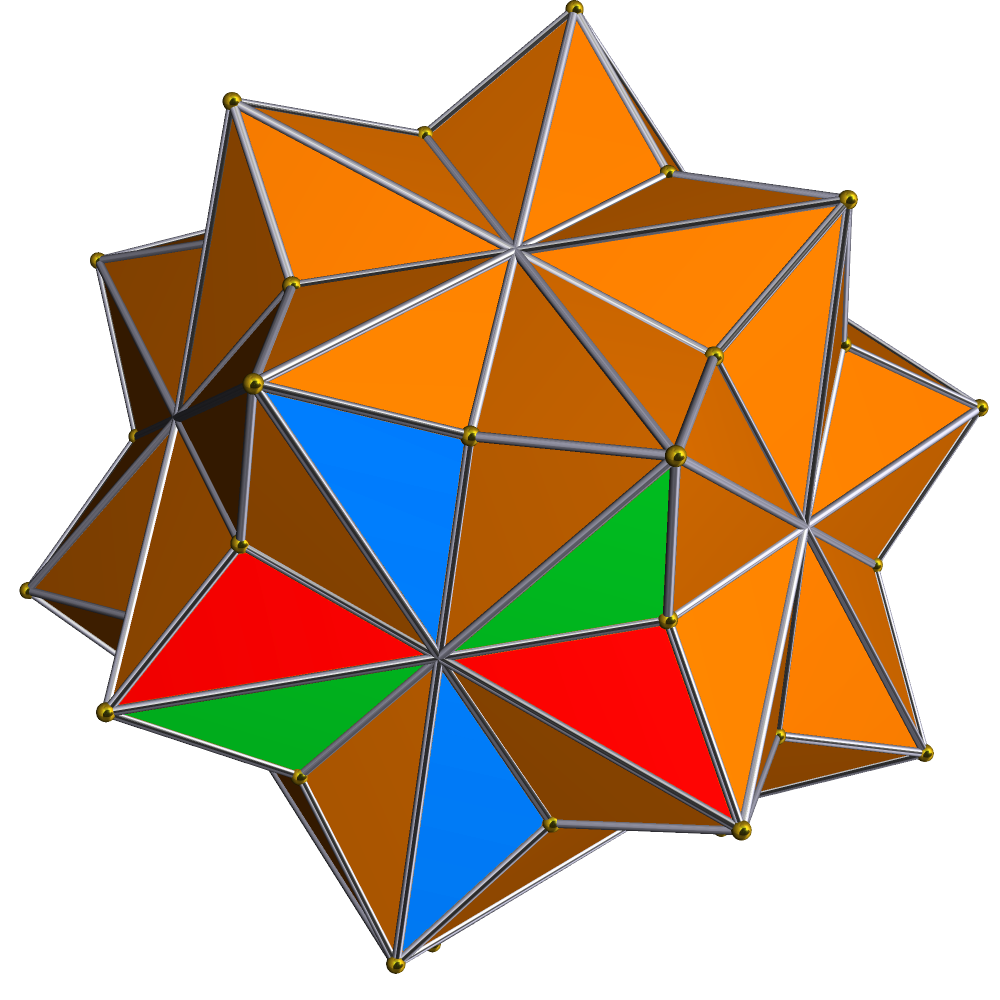
斜方星形二十面體的其中三個面，分別以紅色、藍色和綠色表示
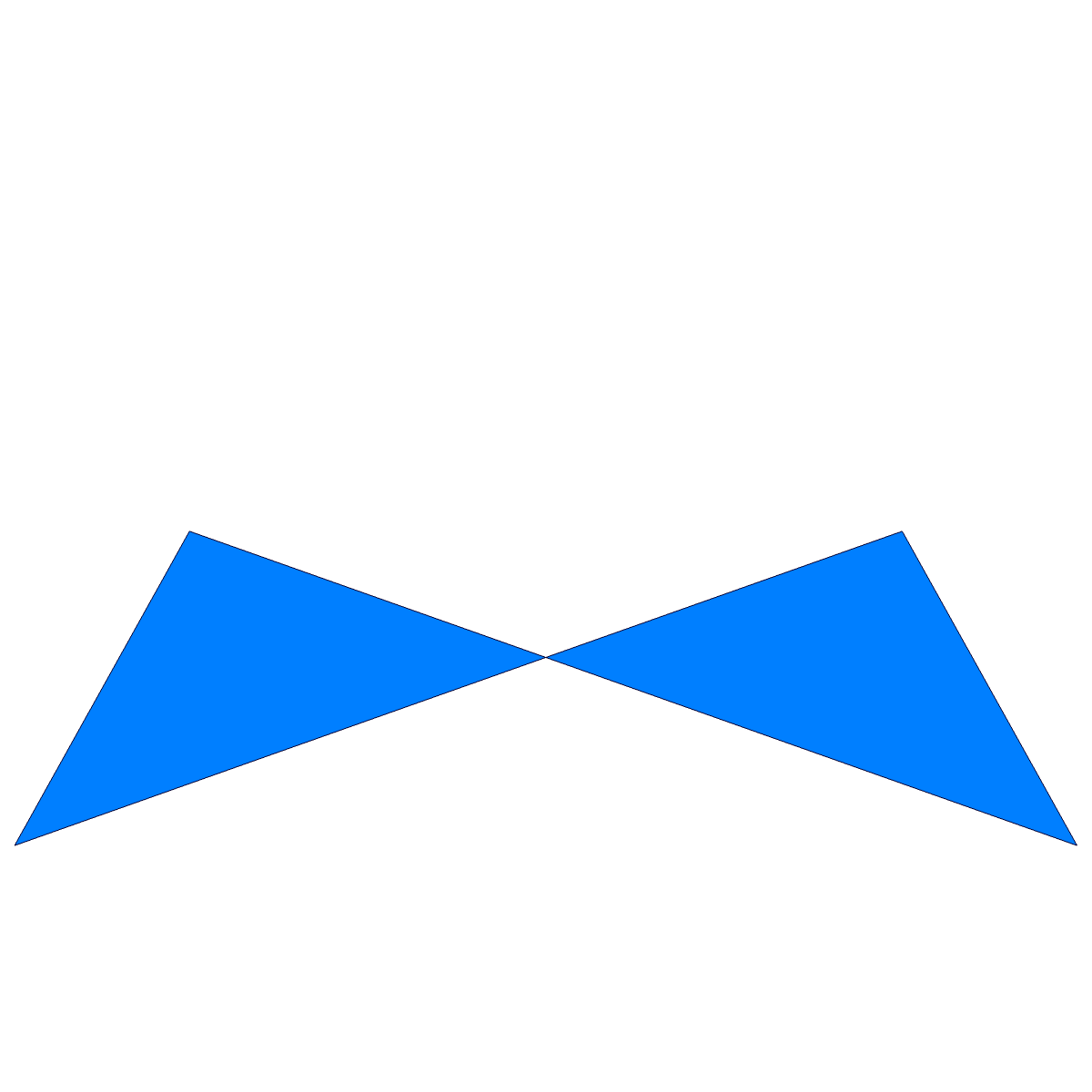
斜方星形二十面體之面的形狀

## 藝術創作
約克約克（YokYok）的裝置藝術《鈷瑪芬》（Cobalt Muffin）是一個以斜方星形二十面體為外型設計的裝置藝術。其由CREATER委托約克約克设计。其設計是斜方星形二十面體的一半，由60個三角形組成。這是約克約克在中国的展示的第一个装置项目。《鈷瑪芬》從2019年10月1日至2020年7月1日在上海愚园路展出。

## 外部連結
- 埃里克·韦斯坦因. . MathWorld.